# Munzee
Munzee [manzí] je jedna z outdoorových her na hledání "pokladů". Hra je podobná geocachingu, ale kromě polohy GPS zařízení používá technologii QR kodů k prokázání nálezu namísto logbooku. Hra byla spuštěna v Texasu v roce 2011, hra se poprvé objevila v Německu spolu s Kalifornií a Michiganem. Název hry je odvozen od německého slova pro minci – Münze. V současnosti (2020) existují přibližně 10 milionů munzee ve 188 zemích světa, na všech kontinentech včetně Antarktidy, kolem 400 tisíc nálezů a 450 tisíc hráčů.
QR kódy jsou umístěny hráči na veřejně dostupných a zajímavých místech a často jsou vytištěni na nálepkám odolných proti počasí. Tyto nálepky se nazývají Munzee. Pro nález a zapsání nálezu musíte mít chytrý telefon s fotoaparátem a GPS a nainstalovanou aplikaci pro iOS nebo Android. Dříve mohla být místa označena také značkou NFC, tato funkce však byla v roce 2018 odstraněna.
K dispozici jsou také virtuální munzee. Objeví se také na mapách a jsou nalezeny umístěním zařízení do vzdálenosti 300 stop (91,4 metrů) od určeného místa. Zařízení musí být také ve vzdálenosti do 300 stop od fyzického QR kódu Munzee, aby bylo ověřeno nalezení kódu.

## Historie
Mylná představa je, že nápad pro Munzee byl inspirován geocachingem, což je hra, ve které účastníci hledají skrytou schránku pomocí technologie GPS. Avšak spoluzakladatel Munzee Aaron Benzick (který nikdy nebyl geocacherem) přišel s myšlenkou použití QR kódů pro hru v roce 2008, ale technologie a schopnosti smartphonů nebyly v té době k dispozici.Benzick a spoluzakladatelé, Scott Foster, Chris Pick a Josh Terkelsen zahájili hru 1. července 2011. Termín Munzee byl odvozen z německého slova pro mince, Münze. Protože doménové jméno munze.com již bylo obsazeno a aby se v angličtině název lépe vyslovoval, přidalo se nakonec písmeno „e“. Původně měly QR kódy mít kulatý tvar pokerových žetonů či mincí.

## Munzee
Munzee mohou být vyrobeny z jakéhokoli materiálu; musí mít minimálně QR kód a odolné vůči k přírodě (vodotěsné, odolné proti povětrnostním vlivům atd.). Munzee mohou být generovány a vytištěny z webových stránkách nebo je lze zakoupit prostřednictvím internetového obchodu nebo prostřednictvím autorizovaných distributorů. Virtuální Munze lze zakoupit z internetového obchodu.
Chcete-li vygenerovat nebo objednat Munzee, musíte být zaregistrováni na oficiální webové stránce s jedinečným uživatelským jménem. Při generování Munzee se na webové stránce vytvoří webový odkaz, přes který lze vygenerované Munzee spravovat. Tento webový odkaz je prezentován jako QR kód na Munzee. Munzee lze přiřadit libovolné jméno a dlouhý komentář jako vlastnosti. Obě informace jsou uloženy v databázi (nikoli v QR kódu) a lze je později i změnit.

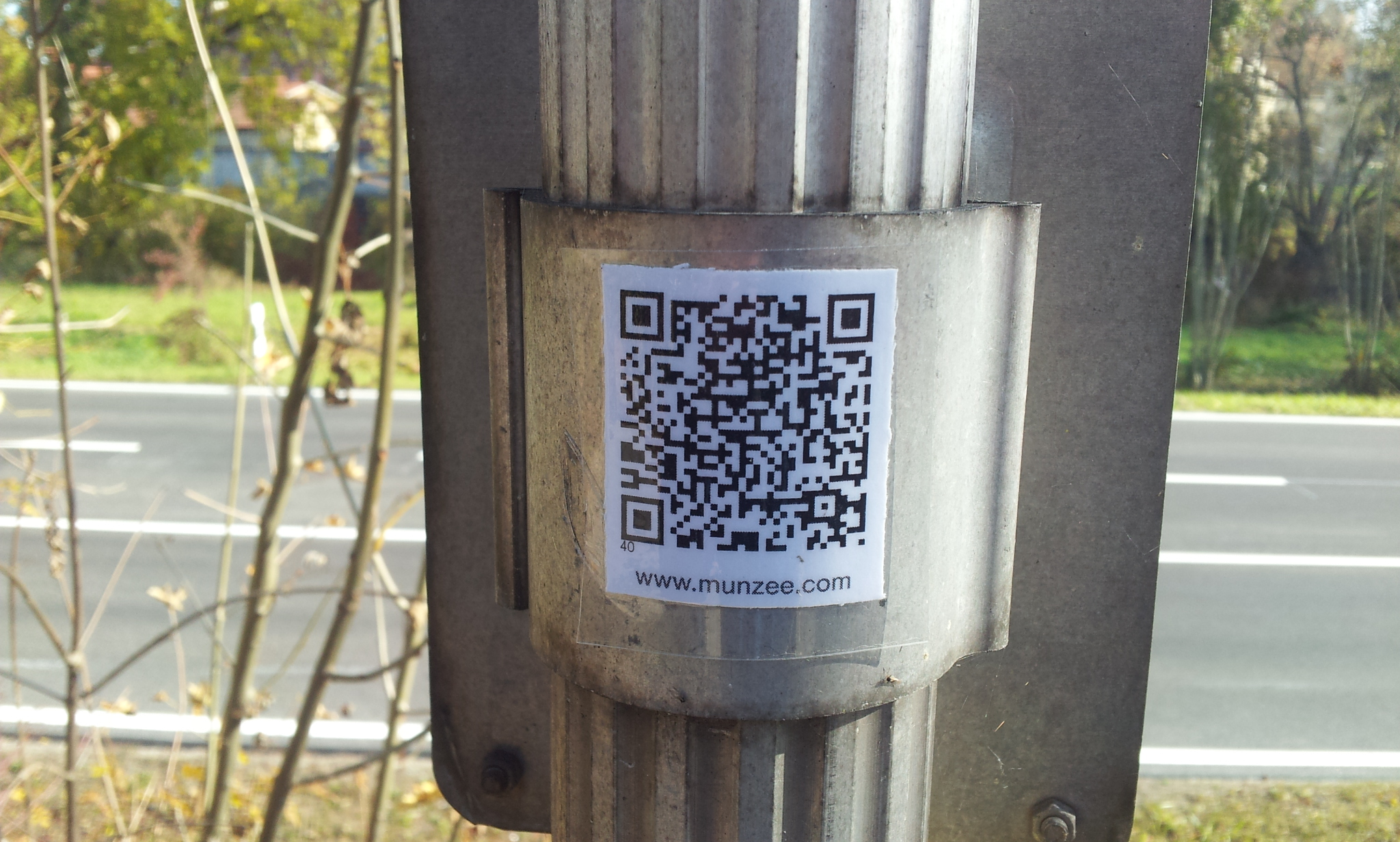
Munzee na ulici

Poté, co je Munzee fyzicky vytvořeno, může mu být přiřazeny souřadnice kdekoli venku nebo uvnitř a poté ověřeno prostřednictvím aplikace. Jakmile je Munzee ověřen, začne se zobrazovat na mapě a je připraven k nalezení jinými hráči. Pokud je Munzee poškozen nebo odlepen, tak hráči mohou nahlásit poruchu a po dvou hlášeních je Munzee vyřazen z mapy. Kromě toho jsou nyní vyhrazení hráči v programech QRew nebo ZeeQRew schopni nahradit poškozené munzee novými nálepkami.
Souřadnice všech Munzee jsou spravovány na herní platformě na munzee.com. Hráči se navigují k umístění Munzee pomocí smartphonu. Zápis nálezu totiž provádíte pomocí nasnímání QR kódu na nalezené nálepce aplikace se připojí k databázi a ověří GPS souřadnice, poté provede zápis. Za nalezení munzee získáte body, stejně jako za založení munzee pro ostatní a také obdržíte body za to, že někdo vaši munzee nalezne. S rostoucím počtem bodů se posouvá váš level ve hře. Hráči také samostatně nebo v týmech soutěží o co nejvyšší umístění v žebříčku.

## Typy munzee
Tyto typy Munzee jsou na mapě zobrazeny odlišně. V závislosti na typu Munzee obdrží nálezce diferencovaný počet bodů. V zásadě existují dvě kategorie Munzees, virtuální Munzees a fyzická Munzees.
Fyzické mince jsou všechny ty, u kterých musí být na místě naskenován QR kód. Virtuální mince zahrnují všechny ty, u kterých musíte být pouze v určitém poloměru místa, abyste je našli.
Fyzické munzee:
- Normal Munzee: původní podoba Munzee. QR kód, který může aplikace oskenovat. Za to získá ten, kdo oskenuje Munzee 5 bodů, majitel munzee 3 body.
- Mystery Munzee: tento typ lze oskenovat jako normální munzee. Pro nálezce je náhodně vybraný počet bodů mezi 5 a 50 body. Tyto munze byly v internetovém obchodě nabízeny nepravidelně až do července 2015 a byly vždy k dispozici pouze v omezeném počtu. Nástupce „Mini Mystery Munzee“ byl představen v srpnu 2015 - s výjimkou menšího formátu není žádný rozdíl oproti klasickému Mystery Munzee.
- (Mini-)Mystery Virtual Munzee: jsou k nalezení stejným způsobem jako Virtual Munzee, zde je, stejně jako u Mystery Munzee, náhodně vybraný počet bodů mezi 5 a 50 body pro nálezce.
- Business Munzee: speciální typ Munzee určený k propagaci jakéhokoli druhu podnikání, např. Společnosti, obchodu, zákaznického servisu. Na rozdíl od jiných může být stejným hráčem naskenován nekonečně mnohokrát, ale pouze jednou za 22 hodin. Hráč obdrží 1 bod za každé skenování. Business Munzee lze zaregistrovat na webových stránkách hry a poskytnout úplné kontaktní údaje společnosti.
- Maintenance Munzee: jedná se o munzee fyzicky poškozený (např. Poškrábaný, částečně přetřený) nebo zcela chybějící. Munzee přejde do režimu „maintenance“, který dostal dva různé hráče ze zprávy „not found“(nenalezeno) nebo „damaged“(poškozeno). V tomto případě se ikona munzee na mapě změní. To je signál pro ostatní hráče a majitele munzee, že je třeba si je vyměnit nebo archivovat. Pokud nedojde k žádné akci, Munzee se automaticky odstraní z mapy 30 dní po režimu údržby.
- Diamond Munzee: tento muzee může být převeden z normální fyzické munzee za poplatek. Pro nálezce je náhodně vybraný počet bodů mezi 5 a 15 body. Majitel munzee obdrží na 15 bodů.
- Ruby Munzee: při příležitosti třetího výročí Munzee v červenci 2014 bylo představeno Ruby Munzee. Podobně jako u Diamond Munzee jsou body sdíleny mezi nálezcem a majitelem - ale zde celkem 33 bodů.
- Aquamarine a Amethyst Munzee: představen v srpnu 2015, jak ve virtuální, tak ve fyzické podobě, má vyšší skóre jak pro nálezce, tak pro majitele.
- Topaz Munzee: jako další z drahokamů, poslední z této série.
- Motel Munzee: Motel Munzee může být převeden z běžného munzee za poplatek prémiovými členy. Majitel rozmístil munzee do pěti pronajatých pokojů, které obsadilo prvních pět nálezců, kteří nalezli Motel Munzee. Majitel motelu a „nájemci“ místností dostávají body od ostatních hráčů, kteří následně motel munzee nalezli. Nálezci získávají různá skóre v závislosti na tom, kterou místnost zaujímají. Pokud jsou obsazeny všechny místnosti, každý majitel i nálezce obdrží 30 bodů, první nájemce 15 bodů, druhý 12 bodů, třetí 9 bodů, čtvrtý 6 bodů a majitel „koštětové skříně“, pátý pokoj 3 body.
- Hotel Munzee: Představen 15. října 2014, v podstatě podobný Motelu Munzee, ale s 10 pokoji. I zde je možné až 30 bodů pro majitele a nálezce. Pravidla vzdálenosti pro motely motelů a hotelů jsou vyšší než u jiných typů munzee.
- Premium Munzee (také: Gold Star Munzee): Pokud si zakoupíte prémiové členství, obdržíte jedno z těchto munzees. 10 bodů se uděluje za skrytí a nalezení.
- Surprise Munzee: Virtuální typ munzee představený v listopadu 2015, který náhodně uděluje body známým typům munzee.

Virtuální Munzee:
- Virtual Munzee: Neexistuje žádný QR kód. Zařízení musí být také ve vzdálenosti do 300 stop od fyzického QR kódu munzee, aby bylo ověřeno nalezení kódu.
- Mystery Virual Munzee: Body jsou náhodně rozděleny mezi majitele a lovce munzee.
- Virtual Garden Pin: Tyto virtuální takzvané Emerald Pins jsou součástí oficiálních zahrad, většinou veřejně přístupných parků nebo otevřených prostorů, které vytvořilo ústředí munzee. Nalezením a umístěním získáváte 20 bodů.
- Virtual Resort: Podobné jako Hotel Munzee, ale je virtuální.
- Pegasus Munzee: Pegasus putuje světem a sedí na jiných virtuálních munzees. Nálezce munzee i jeho majitel obdrží 200 bodů.
- Ametyst Munzee: Nelze zachytit jako jiné virtuální Munzees ze vzdálenosti 90m, ale musíte se přiblížit ke souřadnici až 45m.
- Emerald Munzee: Toto munzee je udělováno a umístěno velitelstvím pro speciální akce a setkání.

Speciální Munzee:
- Special Munzee: Různé typy příležitostných ikon munzee, jejichž ikony se liší v závislosti na příležitosti, např. Výročí hry munzee, různých typů svátků nebo událostí. Tyto munzee obvykle náhodně dočasně nahradí jiné běžné typy munzee umístěné na mapě hráči. Hráč pak může znovu naskenovat munzee, kterou předtím naskenoval jako běžný munzee. Munzee se nejčastěji vrací do původního stavu. Hráč obvykle získá velké množství bodů za skenování speciálního munzee.
- Locationless Munzee: Tento typ munzee nezávisí na umístění, ve kterém by měl být; lze jej naskenovat kdekoli. Jsou to munzee, které najdete například na webových stránkách nebo v potravinářském produktu. Tyto munzee jsou vytvářeny výhradně herními operátory. V současné době (k lednu 2013) je asi 10 takových munzee.
- Social Munzee: stejně jako Locationless Munzee, také nezávisí na umístění. Lze je zakoupit v obchodě munzee. Za umístění nebo skenování takového munzee nejsou uděleny žádné body. Nejčastěji jsou takové munzee zveřejňovány uživateli jako doplněk k fotografii nebo obrázku na Facebooku, Twitteru nebo online fórech

## Rozšíření
V Říjnu 2021 je na celém světě ve 240 zemích více než 11 milionů Munzee a bylo zaznamenáno více než 500 milionů nálezů. Registrováno je také více než 500 000 uživatelů.